# 吳鵬 (嘉靖進士)
吴鹏（1500年—1579年），字万里，号默泉、墨泉，浙江嘉兴府秀水县（今嘉兴）民籍海宁县人，明朝政治人物。

## 生平
嘉靖元年（1522年）壬午科浙江鄉試舉人，嘉靖二年（1523年）聯捷进士，授工部主事，復除兵部主事，嘉靖十年（1531年）五月与刑部员外郎施昱主考山东乡试。升贵州按察司佥事，十三年丁忧归，十五年八月服阕，復除广东提学佥事，升广西左参议，二十二年三月升云南提学副使。历官福建布政使司参议，出使安南（今越南）。
累遷江西左布政使，二十九年六月升都察院右副都御史、巡抚江西，三十年五月升工部右侍郎，三十一年十月改刑部右侍郎，十二月黄河决口，徐邳等十七州县连被水患，奉命前往赈济灾民。治水有功，三十二年六月改任兵部左侍郎兼都察院右副都御史、总督漕运兼巡抚凤阳，又督兵镇压河南师尚诏起事，晋升南京都察院右都御史。
嘉靖三十三年（1554年）九月，升工部尚書，十二月阅视修理山陵桥梁墙垣工程，三十五年（1556年）三月，改任吏部尚书。时权奸严嵩、严世蕃父子專政，凡百官进退事宜，吴鹏悉听命于世蕃，朝野人心，無不鄙薄。嘉靖三十九年三月加太子太保，四十年（1561年）三月十五日致仕。万历七年（1579年）卒，年八十。

## 佚事
《萬曆野獲編》載，嘉靖四十三年（1564年），倭寇破福建興化，曾任南京工部尚書的興化鄉紳康大和為吳鵬故交，故來秀水避難，借住吳家空宅數年。一日，吳家迎春慶典，吳、康皆在座。優人誇讚二人為擎天架海“樑”、“柱”，被一學子解讀為噩兆，二人不久果然皆不得起。
吳鵬曾經到徐州賑災，救助飢民百萬，徐州人為之立生祠，閩中瑜珈派巫師尊稱吳鵬為「吳公太宰」，與「嵩公道德」（疑似契嵩）一併奉祀。

## 家族
曾祖吴裔。祖吴昭，典史。父吴方。母黄氏。具庆下。弟鹤。